# سطان (الحيمة الخارجية)

تعديل مصدري - تعديل

سطان هي إحدى قرى عزلة مفحق بمديرية الحيمة الخارجية التابعة لمحافظة صنعاء، بلغ تعداد سكانها 155 نسمة حسب تعداد اليمن لعام 2004.